# Yishan Lu
Yishan Lu (chiń. 宜山路站) – stacja początkowa metra w Szanghaju, na linii 3, 4 i 9. Zlokalizowana jest pomiędzy stacjami Hongqiao Lu, Caoxi Lu, Shanghai Tiyuguan, Guilin Lu i Xujiahui. Została otwarta 26 grudnia 2000.